# سميثسونيت
وأيضاً يسمى بونايت. عادةً ما يوجد في صورة كتل خضراء ضاربة إلى الزرقة حيث يتم صقله وقطعه إلى أحجار كريمة.
كما يمكن صبغه باللون الوردي باستخدام الكوبالت أو باللون الأصفر باستخدام الكادميوم.
وعلى الرغم من وجوده في صورة بللورية أيضاً إلا أن صقله وقطعه يقتصر على إشباع رغبة الهواة في اقتنانه وجمعه.

## تواجده
ترد البللورات عديمة اللون من ناميبيا وزامبيا.
أما الكتل الخضراء المائلة إلى الزرقة فتوجد بالولايات المتحدة الأمريكية وإسبانيا وتوجد الصفراء منها في الولايات المتحدة الأمريكية وإسبانيا وتوجد الصفراء وجزيرة سردينيا.

## معرض صور

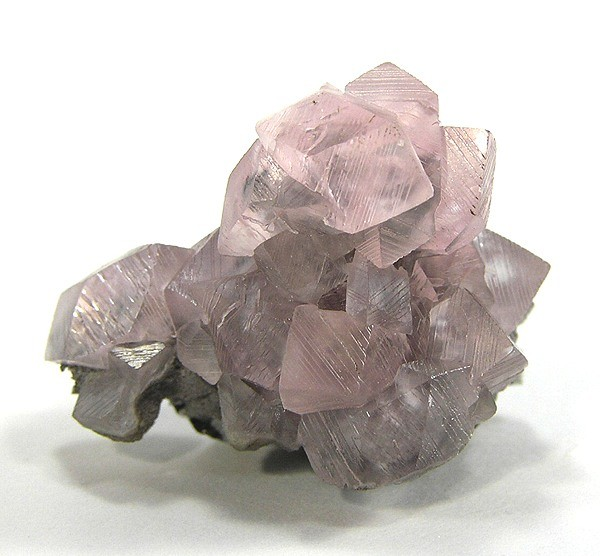
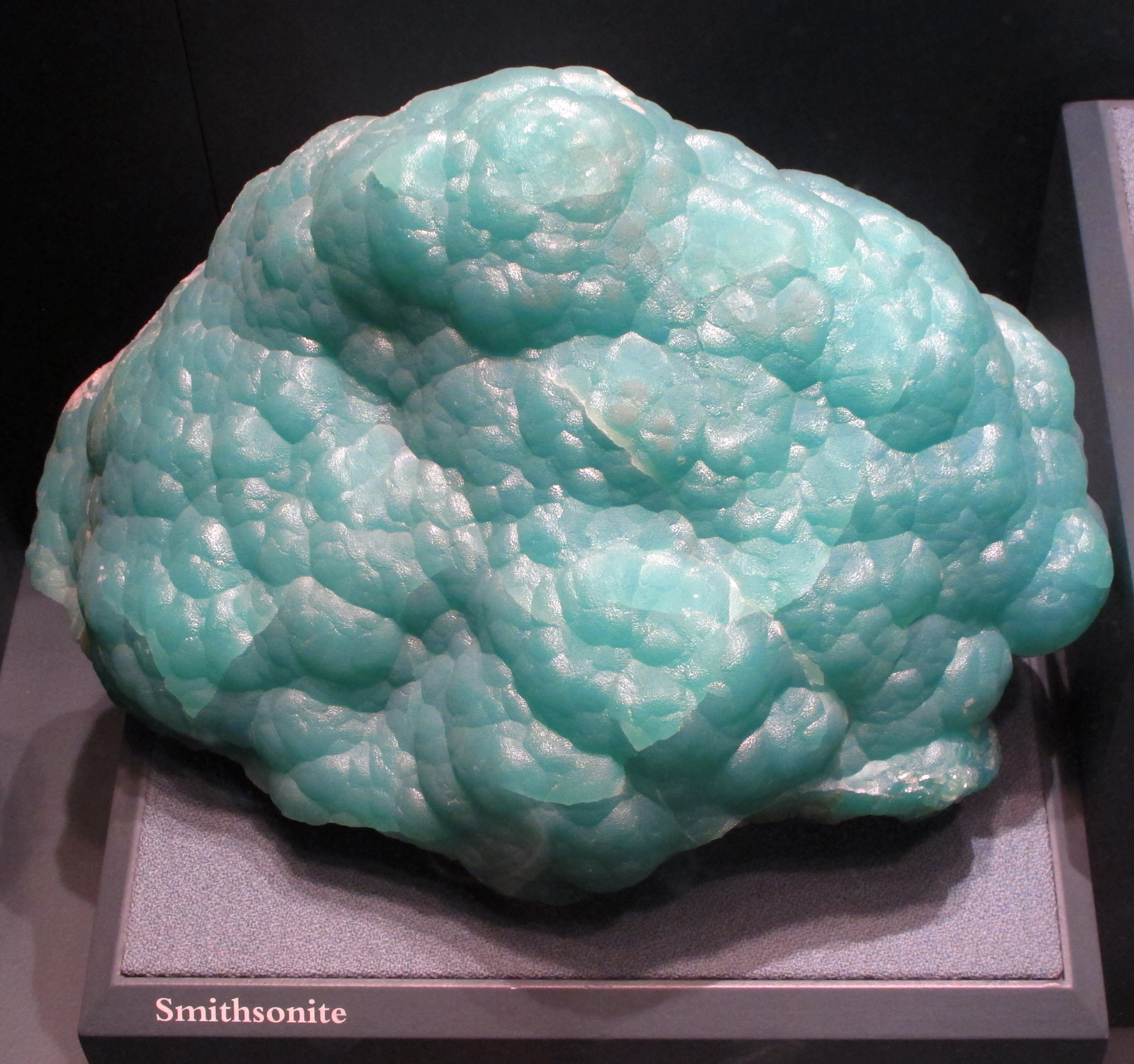
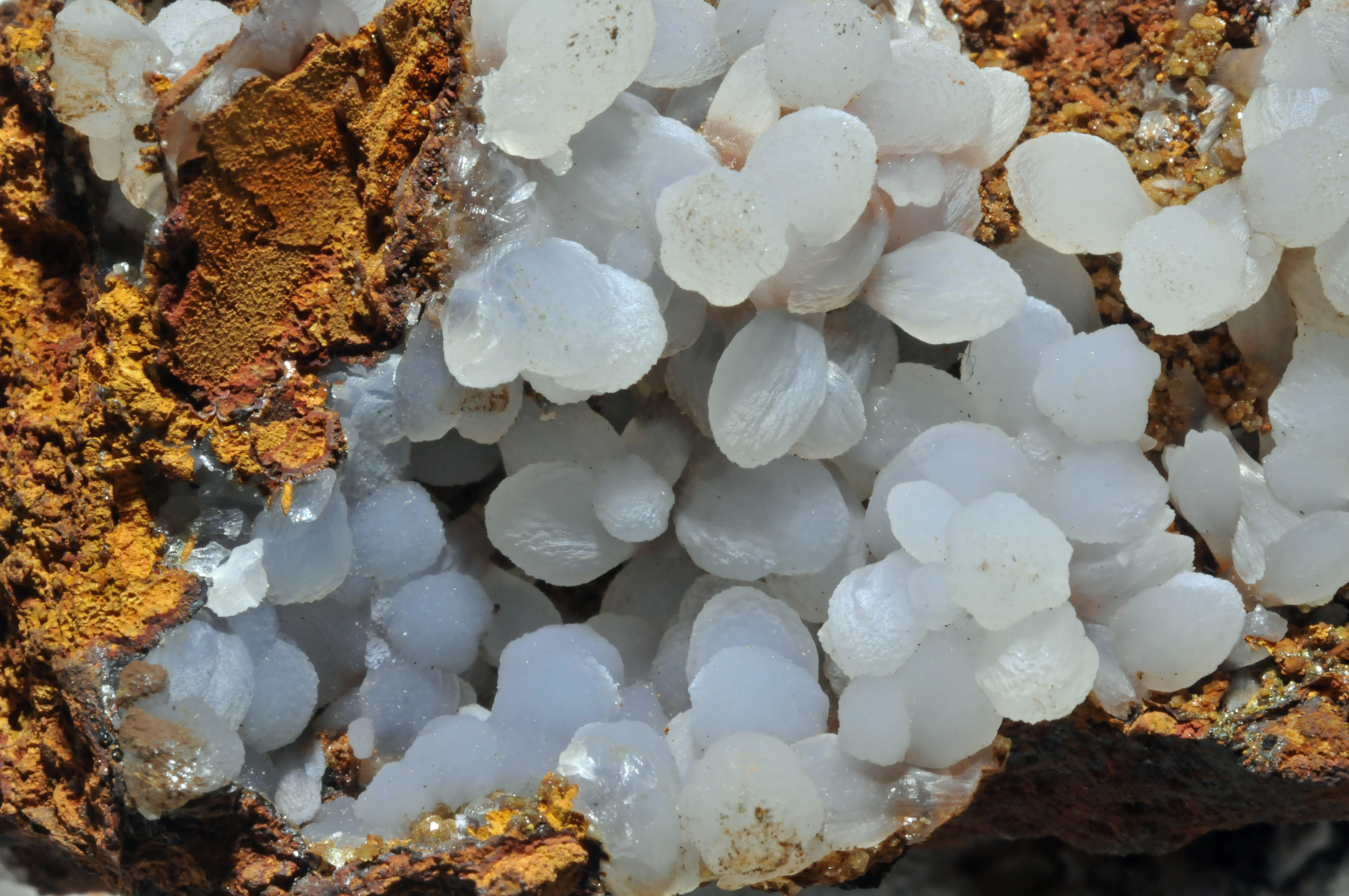
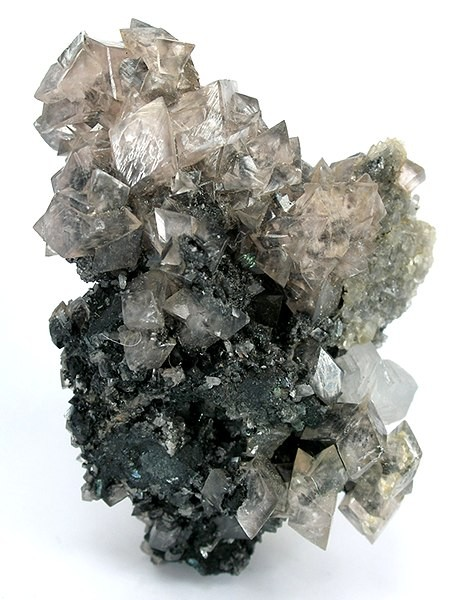
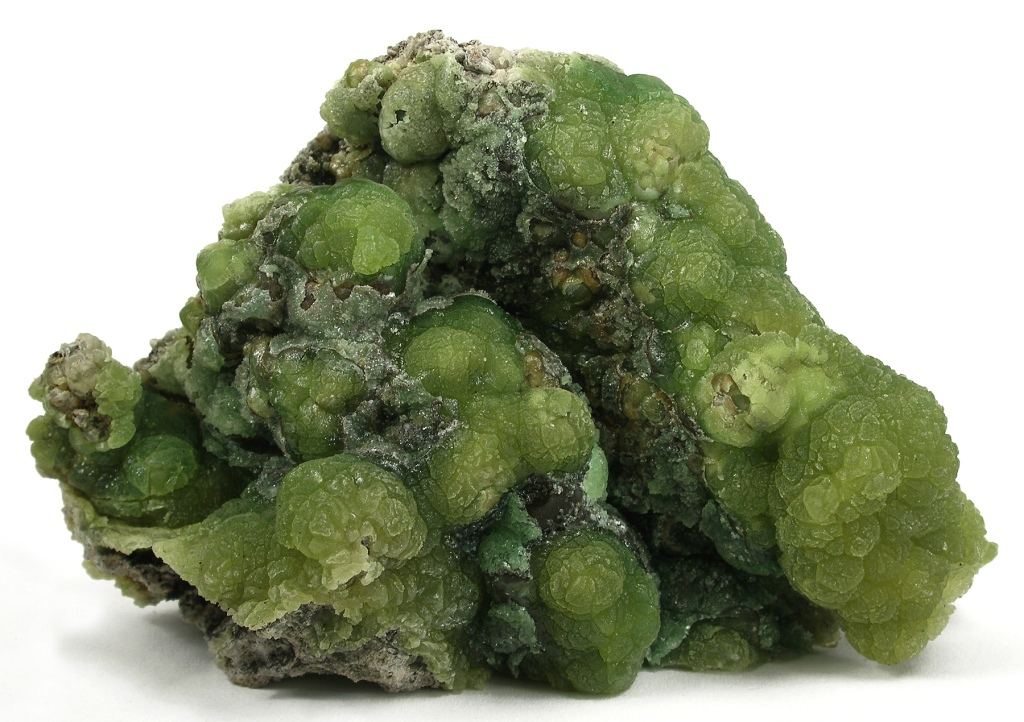

## صفاته
الجاذبية النوعية :4,35
معامل الإنكسار :1,62-1,85
الإنكسار المزدوج :0,230
اللمعان :لؤلؤي
درجة الصلابة :5
المكونات :كربونات الزنك
التركيب البلوري :ثلاثي التماثل